# Aibek
ʿIzz al-Din Aybak al-Turcomani, también llamado simplemente Aybak o Aibek, fue el primer sultán mameluco de Egipto, que gobernó entre 1250 y 1257 con el nombre de al-Malik al-Muʿizz. Desposó a Shayar al-Durr, la mujer del asesinado Turan Shah, último sultán ayubí de Egipto. Tras aplastar la rebelión de las tribus beduinas del sur, desbaratar a sus rivales los mamelucos Bahri y repeler el intento de invasión de un sultán ayubí sirio, murió asesinado por orden de la propia al-Durr en 1257.

## Asunción del sultanato

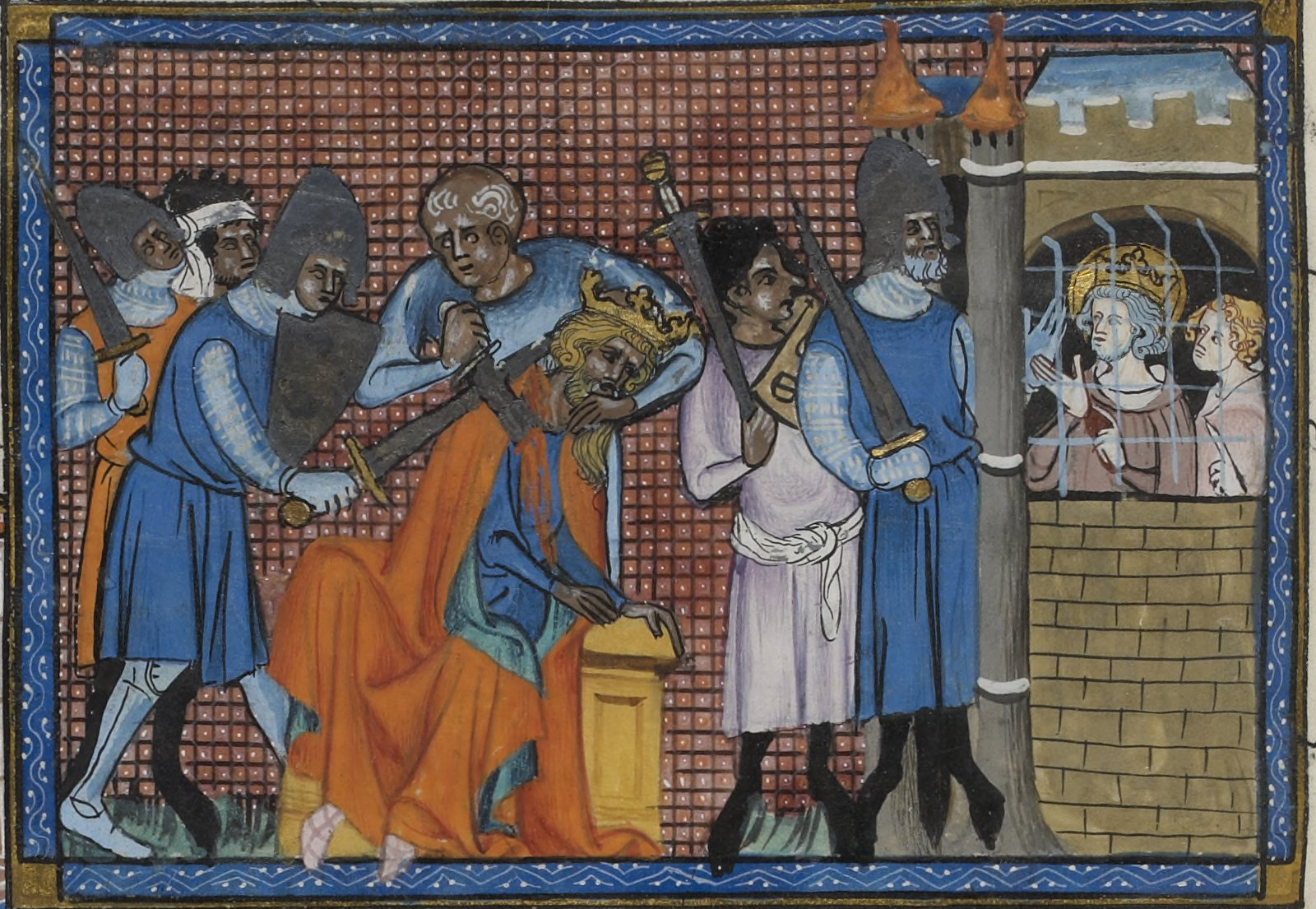
Miniatura medieval que muestra el asesinato del sultán ayubí Turan Shah. A la derecha, Luis IX de Francia, cautivo tras la rendición de sus huestes en abril de 1250. A Turan Shah le sucedió su madrastra Shayar al-Durr y a esta, en julio, su nuevo marido, Aibek.

Tras el asesinato del sultán Turan Shah, la esposa del anterior sultán al-Salih Ayyub —padre del finado— y madrastra de Turan Shah, Shayar al-Durr, se hizo con el poder e hizo acuñar monedas justificándolo por ser la madre del hijo —difunto— de al-Salih y gobernar en nombre del califa de Bagdad. La negativa de este a apoyarla —él mismo la había regalado a al-Salih—, la falta de antecedentes de soberanas musulmanas en la región y la debilidad militar de Shayar al-Durr hicieron que en julio abdicase en su nuevo marido, el emir mameluco Aibek. Este, piadoso y morigerado, había sido catador de al-Salih —encargado de probar la comida del sultán para evitar que lo envenenasen— y no se contaba entre los principales jefes mamelucos. De hecho, parece que su encumbramiento se debió precisamente a aquellos que deseaban evitar que el poder cayese en manos de los mamelucos Bahri del antiguo soberano. Como sultán, tomó el nombre de al-Malik al-Muʿizz.

## Rivalidad con los mamelucos Bahri y retos de gobierno
Los mamelucos Bahri, poderosos, impusieron a Aibek cinco días más tarde un sultán títere, un niño de seis años bisnieto del sultán al-Kamil que reinó oficialmente entre 1250 y 1252 con el nombre de al-Ashraf Musa. Fue el primero de una serie de sultanes menores de edad, elegidos simplemente para ocultar la continua lucha entre los mamelucos Bahri y sus adversarios y tratar de dar legitimidad, gracias al prestigio de los ayubíes, al nuevo gobierno mameluco. Pese a este contratiempo, Aibek conservó el título y también parte del poder, ya que asumió el cargo de atabeg del joven sultán ayubí —al tiempo tutor del soberano y jefe del ejército—. Este título de origen selyúcida fue uno de los principales del sultanato durante el periodo mameluco de Egipto, por el dominio del ejército que solía conllevar, y a menudo lo ostentaron personas que más tarde se arrogaron el título de sultán. También como parte de los intentos de legitimar el poder mameluco mediante referencias a los ayubíes, Aibek mandó enterrar con gran pompa en un ostentoso mausoleo a al-Salih, que todavía gozaba de las simpatías del pueblo.
En parte, la disposición a pactar de los elementos contrarios a los mamelucos Bahri se debió a la grave situación militar: en el Alto Egipto, los beduinos se negaron a aceptar el gobierno de los que consideraban esclavos y se alzaron en armas en una larga rebelión que duró hasta 1253. Ese año los Bahris los derrotaron en una sangrienta batalla y Aibek más tarde asesinó a traición a sus jefes, que habían acudido a tratar con él la paz.

## Conflicto con los ayubíes sirios

El Levante en 1240, una década antes de la asunción del sultanato por Aibek. Parte de los territorios sirios siguieron en poder de los ayubíes.

Además de esta rebelión, los nuevos señores de Egipto tuvieron que afrontar en el invierno de 1250-1251 la invasión siria del nuevo sultán de Damasco, el ayubí an-Nasir Yusuf. Los señores ayubíes de Siria se negaron a reconocer el gobierno mameluco de Egipto. Las fuerzas de an-Nasir se enfrentaron a las de Aibek en Abbasa, a unos veinte kilómetros al este de Zaqaziq, en el extremo oriental del delta del Nilo, en febrero de 1251. Aunque al comienzo la lid pareció decantarse en favor de los sirios, la deserción de los mamelucos que había comprado el padre de an-Nasir, al-Aziz, —llamados por ello azizíes— y de algunos kurdos y la subsiguiente huida del campo de batalla del propio an-Nasir determinaron la derrota del ejército sirio y la victoria de los egipcios. Estas deserciones favorecieron además a Aibek frente a los mamelucos Bahri, pese a que estos desempeñaron un papel crucial en la derrota de la invasión ayubí. An-Nasir, empero, logró mantenerse en Siria, y reanudó los esfuerzos por aliarse con el rey francés Luis IX de Francia, por entonces en Acre; esto le sirvió al soberano franco para obtener mejores condiciones de sus tratos con los mamelucos, a los que no convenía que el monarca se entendiese con el sultán ayubí. Aibek, al tiempo que seguía tratando con gran respeto a los miembros de la familia ayubí, se deshacía de aquellos mamelucos demasiado leales a esta.
An-Nasir pidió la mediación del califa abasí al-Musta'sim, que obligó a los mamelucos egipcios a pactar con el sultán damasceno. A cambio de la cesión a Aibek de Palestina hasta Galilea por el norte y el río Jordán por el este y de ser reconocido como señor de Egipto, este firmó la paz con an-Nasir en abril de 1253.
En 1255 firmó una tregua de diez años con el reino de Jerusalén —de la que excluyó el puerto de Jafa, del que deseaba apoderarse—, para concentrarse en la lucha con los mongoles. Las escaramuzas, no obstante, fueron continuas. Debilitado por los reveses sufridos en estas y por la desobediencia de sus generales, Aibek firmó una nueva tregua con los francos y con Damasco, a cuyo sultán devolvió los territorios palestinos.

## Derrota de los mamelucos Bahri

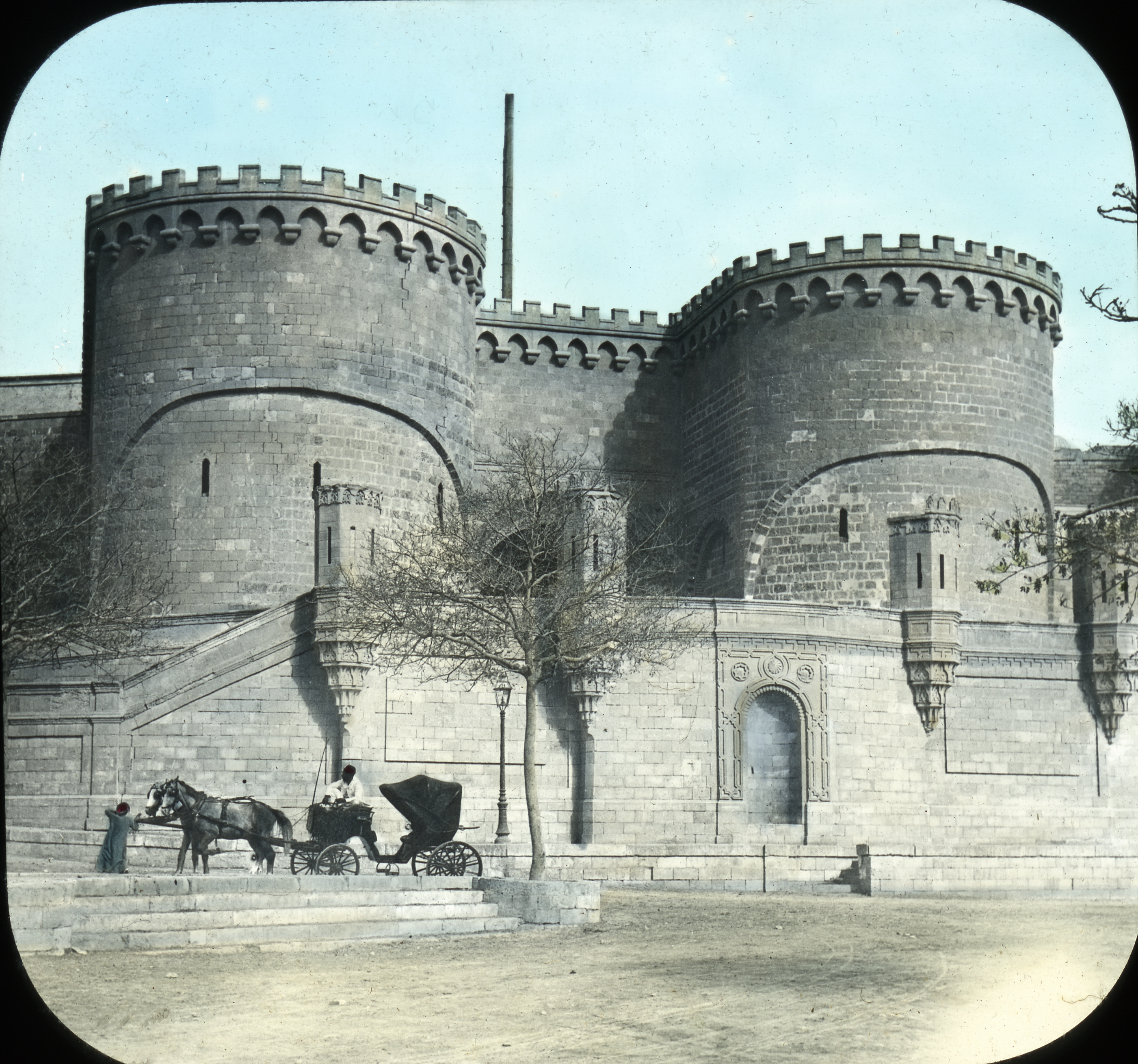
Ciudadela de El Cairo, adonde Aibek convocó al jefe de los mamelucos Bahri —sus rivales en la lucha por el poder en el sultanato de Egipto— para hacerlo asesinar. Esta muerte desbarató temporalmente el poder de los mamelucos del difunto sultán al-Salih Ayyub.

Aibek reunió en tornó a sí a los mamelucos sirios que habían desertado en 1251, a los kurdos que habían hecho lo propio y a nuevos mamelucos que compró siendo ya sultán. Los mamelucos Bahri, que componían el núcleo del ejército, se comportaban cada vez con mayor osadía y su jefe, Faris al-Din Aqtay al-Jamdar, mantenía su propia corte y parecía dispuesto a proclamarse sultán. En enero de 1254, sintiéndose fuerte ya para enfrentarse a ellos, Aibek logró asesinar mediante una añagaza a su Aqtay. Invitó a este, que nada sospechaba, a la ciudadela de El Cairo, donde sus mamelucos lo rodearon y mataron. Setecientos de los compañeros de Aqtay se habían congregado ante las puertas de la ciudadela para exigir que el sultán lo liberase; en respuesta, se les lanzó la cabeza de su jefe. Muerto Aqtay, la mayoría de los mamelucos Bahri huyeron de Egipto y marcharon a servir a otros señores, principalmente a diversos ayubíes en Siria. Aibek ordenó la confiscación de sus abundantes bienes. A continuación, Aibek derrocó al sultán Musa, que sus rivales habían utilizado a su antojo. Envió al muchacho al exilio, a la corte del emperador bizantino de Nicea, Teodoro II Láscaris. Retomó abiertamente el título de sultán y comenzó a acuñar monedas en nombre del difunto sultán al-Salih, del que se proclamaba lugarteniente.

## Asesinato
El poder de Aibek no solo estaba en riesgo por la dificultad de que lo ejerciese un esclavo y por el prestigio de los ayubíes, sino también por la situación de Shayar al-Durr. La esposa del difunto al-Salih gozaba del favor de los mamelucos Bahri, cuyo desbaratamiento condenó, y dominaba la Administración Pública. Había escondido además el tesoro de al-Salih, que Aibek anhelaba poseer. Cuando oyó rumores que afirmaban que Aibek estaba en tratos con el señor de Mosul para casar con una de sus hijas que la hubiese desplazado como esposa principal, sobornó a unos esclavos para asesinarlo en el baño, en abril de 1257. En efecto Aibek había enviado emisarios para solicitar la mano tanto de una de las hijas del emir ayubí de Hama como la de la del señor —también mameluco— de Mosul. Al-Durr llegó a ofrecer matrimonio al sultán damasceno además de la muerte de Aibek, con lo que nuevamente Egipto y Siria hubiesen vuelto a unirse bajo el cetro de un ayubí.
Sin embargo, como al-Durr no logró obtener el apoyo de los mamelucos Bahri que habían permanecido en Egipto, los partidarios del sultán muerto la asesinaron a su vez. Estos entronizaron al hijo que Aibek había tenido con su primera esposa, Ali, que contaba quince años de edad y subió al trono del sultanato con el nombre de al-Mansur el 20 de marzo de 1257. Sin poder real, simplemente fue un títere en manos de los emires que se disputaban el gobierno, pero siguió en el trono hasta noviembre de 1259.